# Immenhausen
Immenhausen település Németországban, Hessen tartományban. Lakosainak száma 7190 fő (2023. december 31.).

## Népesség
A település népességének változása:
| Lakosok száma | 6985 | 7068 | 6994 | 7092 | 7190 |
|               | 2017 | 2019 | 2021 | 2022 | 2023 |